# 9683 Rambaldo
9683 Rambaldo è un asteroide della fascia principale. Scoperto nel 1960, presenta un'orbita caratterizzata da un semiasse maggiore pari a 2,2762501 UA e da un'eccentricità di 0,1545730, inclinata di 5,19021° rispetto all'eclittica.